# Volvo XC40
La Volvo XC40 è un'autovettura del tipo SUV prodotta dalla casa automobilistica svedese Volvo a partire dal 2017.

## Profilo e contesto

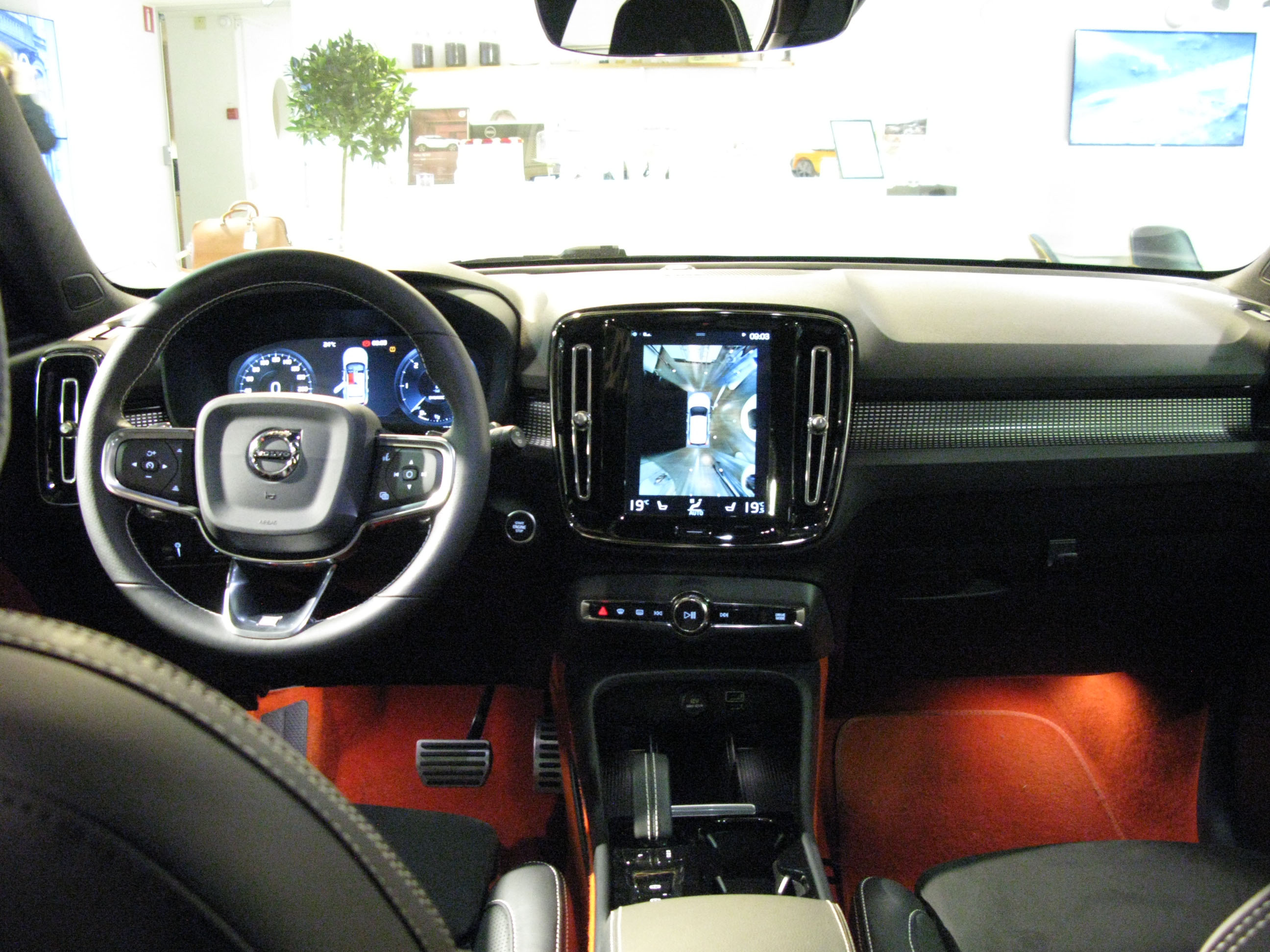
Interni

La vettura, che è stata anticipata dalla concept car Concept 40.1 progettata da Thomas Ingenlath e presentata a maggio 2016, ha debuttato in pubblico il 21 settembre 2017 durante un evento stampa a Milano, per poi venire commercializzazione a marzo 2018.
La XC40 è la prima Volvo basata sulla piattaforma CMA, condivisa da altre Volvo compatte, Geely e Lynk & Co. La piattaforma è stata progettata per massimizzare lo spazio interno.
La XC40 è dotata di serie della trazione anteriore ma sugli allestimenti superiore è prevista quella trazione integrale. Ad alimentarla ci sono due tipologie di motorizzazioni nelle varianti diesel e benzina: al lancio un quattro cilindri da 2,0 litri e successivamente da un tre cilindri da 1,5 litri.
La vettura è dotata del sistema Volvo Intellisafe. Questa tecnologia è progettata con l'intento di prevenire gli incidenti stradali. Utilizzando un avanzato sistema di sensori, la tecnologia è in grado di rilevare scenari potenzialmente pericolosi, come l'uscita di strada. Questa tecnologia è stata sviluppata attraverso dati raccolti su strada pubblica e crash test effettuati su pista.
In risposta alla superiore richieste rispetto alle aspettative iniziali, la Volvo dal 2018 al 2019 né ha aumentato la produzione.

## Evoluzione

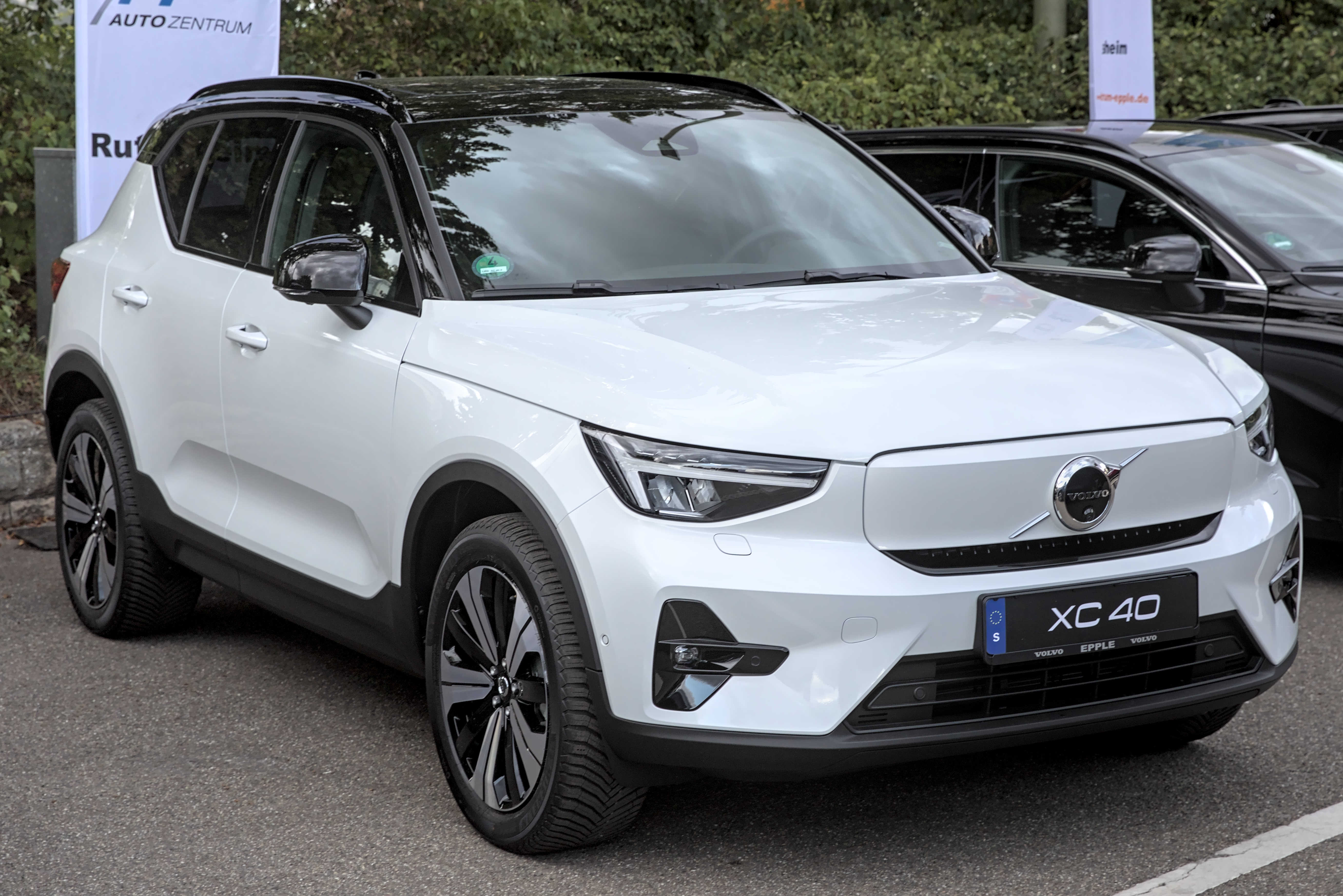
XC40 Recharge restyling

Ad aprile 2018 vengono introdotti nuovi motori, in particolare il tre cilindri 1.5 turbobenzina T3 da 156 CV.
Dal 2019 è disponibile una versione ibrida plug-in FWD denominata "T5 Twin Engine", che combina una versione a benzina da 180 CV del motore da 1,5 litri con un motore elettrico da 74 CV (54 kW). Negli Stati Uniti, la gamma motori è limitata ai modelli T4 e T5 a benzina a quattro cilindri da 2,0 litri.

### XC40 Recharge
La XC40 Recharge è il primo modello elettrico a batteria di Volvo, presentato il 16 ottobre 2019. Alimentato da un pacco batterie da 78 kWh, è stata introdotta sul mercato alla fine del 2020.

### Restyling 2022
Nel febbraio 2022 la vettura ha subìto un leggero restyling di metà carriera, caratterizzato da nuovi fari e calandra anteriore.

## Riepilogo versioni
| Modello               | Commercializzazione    | Motore              | Cilindrata (cm³) | N. Cilindri | Potenza         | Coppia Massima (N·m) |
| 1.5 T2                | dal 2020 al 2024       | Benzina             | 1477             | 3           | 95 kW (129 CV)  | 245                  |
| 1.5 T3                | dal 2018 al 03/2019    | Benzina             | 1477             | 3           | 115 kW (156 CV) | 265                  |
| 1.5 T3                | dal 02/2019 al 11/2021 | Benzina             | 1477             | 3           | 120 kW (163 CV) | 265                  |
| 2.0 B3                | dall'11/2021           | Benzina Mild Hybrid | 1969             | 4           | 120 kW (163 CV) | 265                  |
| 2.0 T4 Geartronic     | dal 2018 al 02/2020    | Benzina             | 1969             | 4           | 140 kW (190 CV) | 300                  |
| 2.0 T4 Geartronic AWD | dal 2018 al 02/2020    | Benzina             | 1969             | 4           | 140 kW (190 CV) | 300                  |
| 2.0 B4 Geartronic     | dal 02/2020            | Benzina Mild Hybrid | 1969             | 4           | 145 kW (197 CV) | 300                  |
| 2.0 B4 Geartronic AWD | dal 02/2020            | Benzina Mild Hybrid | 1969             | 4           | 145 kW (197 CV) | 300                  |
| 2.0 T5 Geartronic AWD | dal 2018 al 02/2020    | Benzina             | 1969             | 4           | 182 kW (247 CV) | 350                  |
| 2.0 B5 Geartronic AWD | dal 02/2020 al 10/2022 | Benzina Mild Hybrid | 1969             | 4           | 184 kW (250 CV) | 350                  |
| 2.0 D3                | dal 2018 al 06/2020    | Diesel              | 1969             | 4           | 110 kW (150 CV) | 320                  |
| 2.0 D3 AWD            | dal 2018 al 06/2020    | Diesel              | 1969             | 4           | 110 kW (150 CV) | 320                  |
| 2.0 D3 Geartronic     | dal 2018 al 06/2020    | Diesel              | 1969             | 4           | 110 kW (150 CV) | 320                  |
| 2.0 D3 Geartronic AWD | dal 2018 al 06/2020    | Diesel              | 1969             | 4           | 110 kW (150 CV) | 320                  |
| 2.0 D4 Geartronic AWD | dal 2018 al 06/2020    | Diesel              | 1969             | 4           | 140 kW (190 CV) | 400                  |
| Recharge P8           | dal 2020               | Elettrico           | -                | -           | 300 kW (408 CV) | 660                  |

## Riconoscimenti
- Auto dell'anno 2018[10]